# Sant Climent de Peralta
Sant Climent de Peralta és una entitat de població del municipi baixempordanès de Forallac. El 2005 tenia 85 habitants.
Sant Climent té l'origen en l'antic cenobi emplaçat en una petita i arraconada vall de les Gavarres, a recés de tramuntana. Al segle xviii es va abandonar l'església del vell monestir i es va construir la nova parròquia més properes al pla, cap on s'havia anat desplaçant el poblament de masies disperses que caracteritza el lloc.
L’antiga església parroquial de Sant Climent, de la qual només resten poques ruïnes, amb sepultures excavades a la roca, era una cel·la monàstica on el 844 residien uns monjos. El 881 la seva propietat fou cedida per privilegi de Carloman a la seu de Girona, cessió confirmada per un altre privilegi reial del 898 i per una butlla del 1010. A la fi del s XI se n'apoderaren els senyors de Peratallada, fins que el 1137 Dalmau de Peratallada la retornà a la seu de Girona. Fou després una simple parròquia.